# Riccardia effusa
Riccardia effusa là một loài rêu trong họ Aneuraceae. Loài này được Stephani E.A. Hodgs. mô tả khoa học đầu tiên năm 1965.